# فوكوشيما يونايتد
نادي فوكوشيما يونايتد هو نادي كرة قدم ياباني أٌسس عام 2002. يلعب النادي في رابطة كرة القدم اليابانية ‏.